# Половинка, Александр Юрьевич
Александр Юрьевич Половинка (род. 21 июня 1971, Волкодаево, Новоайдарский район, Луганская область) — советский и российский деятель органов охраны общественного порядка, временно исполняющий обязанности начальника МУРа, генерал-майор полиции.

## Биография
С декабря 1989 проходил службу в Вооружённых силах СССР. В феврале 1992 поступил на работу в органы внутренних дел на должность участкового милиционера, отделения организации работы участковых инспекторов милиции общественной безопасности, Климовского районного отдела внутренних дел Брянской области. С 1993 проходил службу на различных оперативных должностях в подразделениях уголовного розыска этой области, стал начальником ОУР (отдела уголовного розыска) Стародубского районного ОВД. В 1998, по завершении курса обучения в Брянском филиале Московского юридического института МВД России, перешёл на службу в криминальную милицию, где занимал руководящие должности. С января по июль 2004 находился в служебной командировке в Чеченской Республике в должности первого заместителя начальника отдела и начальника криминальной милиции. По возвращении назначен на ту же должность в органах внутренних дел Брянской области. С 2005 до 2010 руководил Клинковским ОВД (отделом внутренних дел), затем Клинцовским районным ОВД в Брянской области, откуда переведён в столицу на должность начальника ОВД района Царицыно, заменив Д. В. Евсюкова. В декабре 2013 возглавил оперативное управление ГУВД Москвы, в августе 2015 стал заместителем начальника Управления уголовного розыска. С 2016 до 6 апреля 2017 временно исполняет обязанности руководителя Московского уголовного розыска, затем замещал должность заместителя начальника столичной полиции. 8 февраля 2019 года назначен заместителем начальника Главного управления МВД России по Москве по оперативной работе.

### Звания
- рядовой (1989);
- полковник милиции;
- генерал-майор полиции (20 февраля 2020).

### Награды
Награждён медалью ордена «За заслуги перед Отечеством» II степени, медалями «За отличие в службе» III и II степеней, медалью «За доблесть в службе», почётной грамотой министра внутренних дел.